# سویا (سوئد)
شهر سویا (به سوئدی: Sävja) در ناحیه شهری اوپسالا در کشور سوئد واقع شده‌است. جمعیت این شهر ۲۴۰۵٫۲۷  نفر است.